# قنطيون سومطري
قنطيون سومطري (الاسم العلمي:Canthium sumatranum) هو نوع من النباتات يتبع جنس القنطيون من الفصيلة الفوية.